# Покровська церква (Жукля)
Покровська церква – єдиний з пам'ятників архітектури національного значення[джерело?] XX ст., що збереглися на Чернігівщині. Розташована у селі Жукля

## Історія
Побудована на місці згорілої дерев'яної церкви у 1911 році за рахунок колишнього власника села – шведа Комстадіуса. Раніше інтер'єр храму прикрашали оригінальні розписи. На жаль, до наших днів вони не збереглися. У радянський період вся штукатурка усередині відпала через надмірну вогкість.
Наразі це діючий храм громади Чернігівської єпархії Православної церкви України.

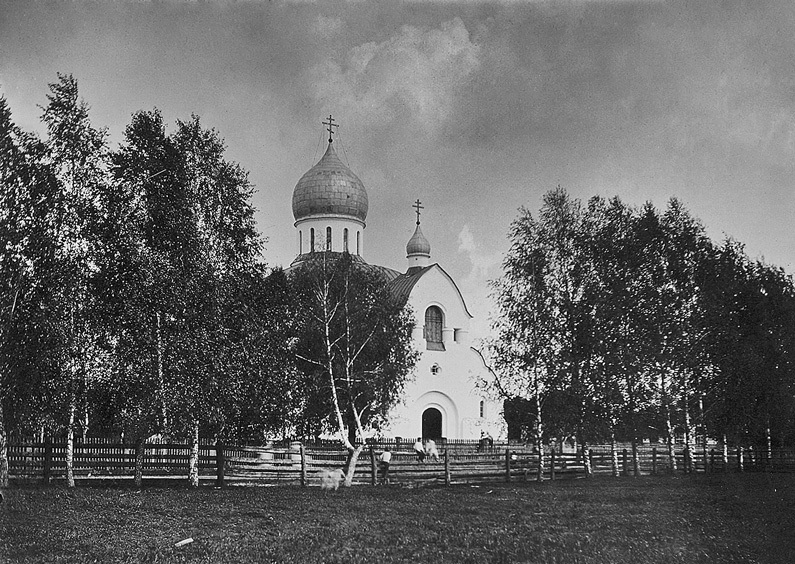
Церква у 1913 —1915 роках
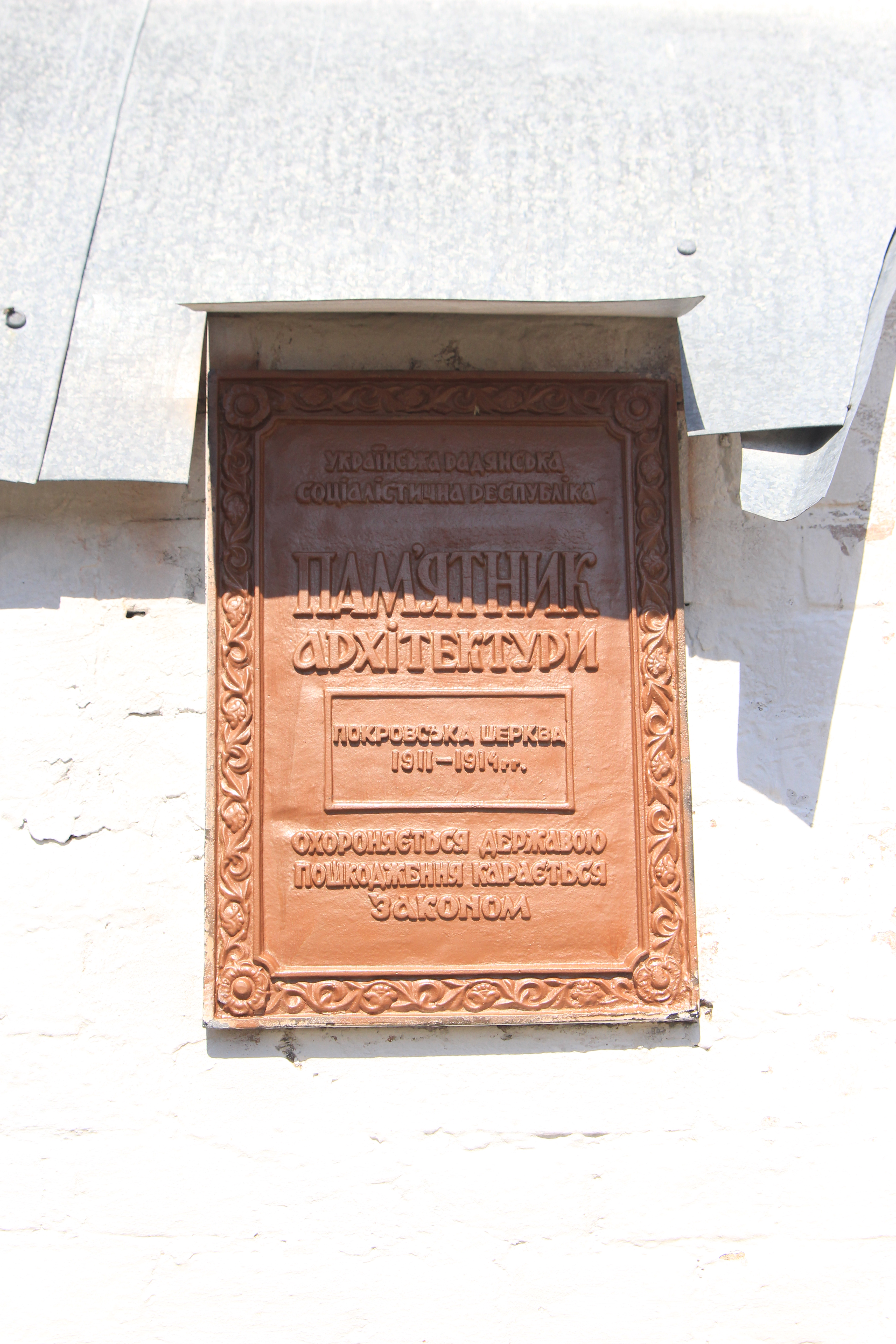
Охоронний знак (Квітень 2018 року)
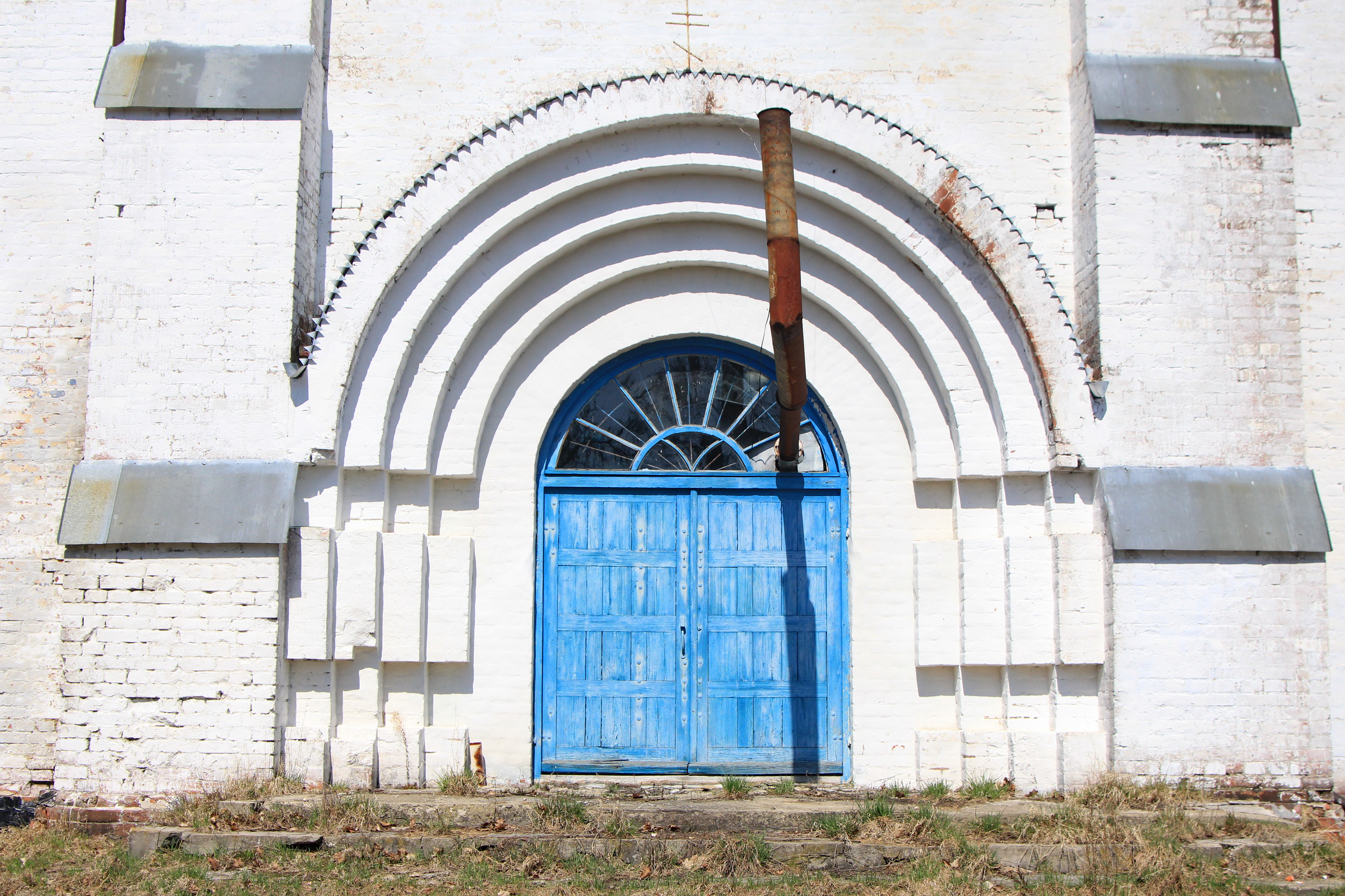
Портал (Квітень 2018 року)
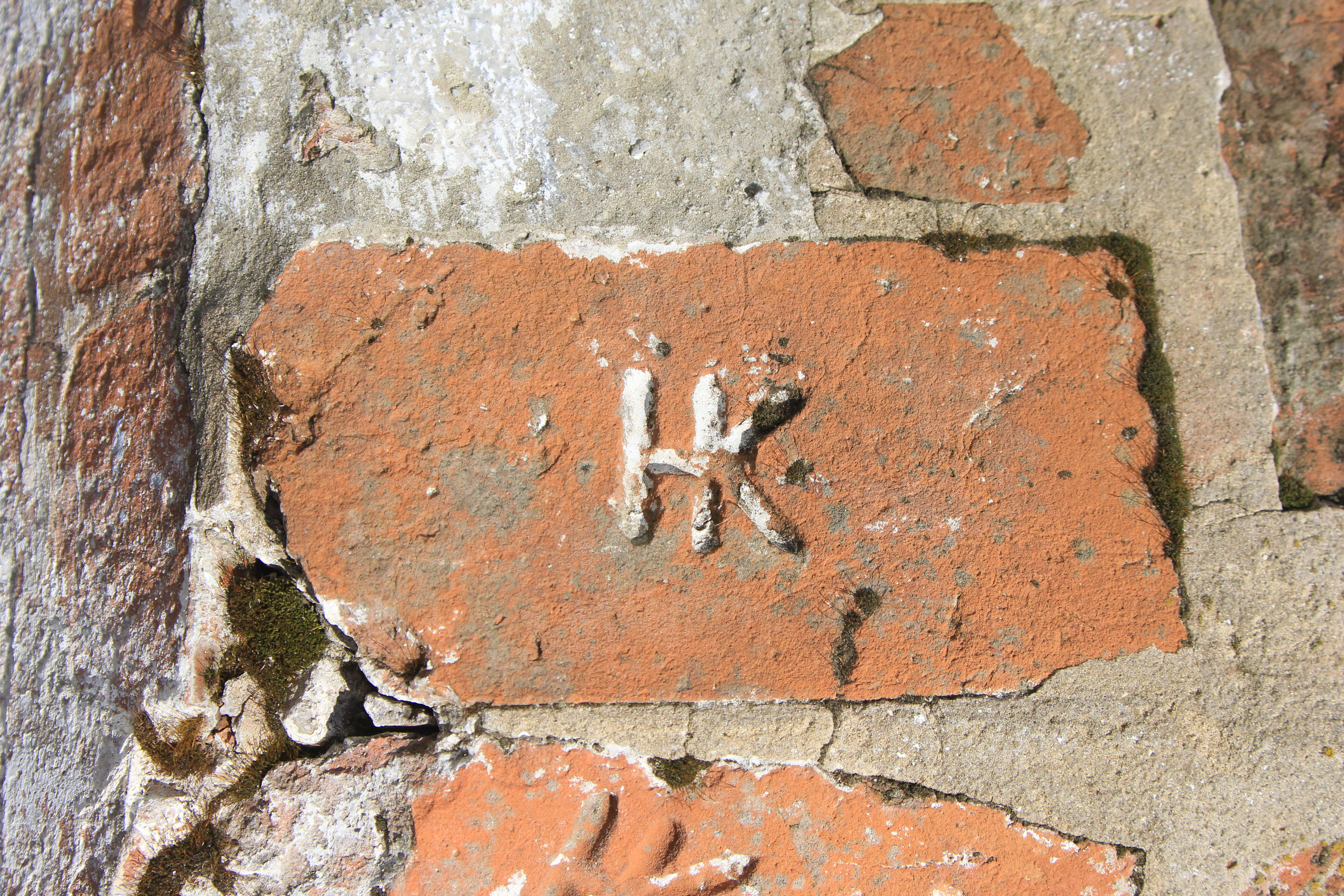
Стара цегла (Квітень 2018 року)